# 9175 Ґраун
9175 Ґраун (9175 Graun) — астероїд головного поясу, відкритий 29 липня 1990 року.
Тіссеранів параметр щодо Юпітера — 3,353.